# Ceranesi
Ceranesi is een gemeente in de Italiaanse provincie Genua (regio Ligurië) en telt 3814 inwoners (31-12-2004). De oppervlakte bedraagt 30,9 km², de bevolkingsdichtheid is 125 inwoners per km².
De volgende frazioni maken deel uit van de gemeente: Ceranesi-Gaiazza, Geo, Livellato, San Martino Paravanico, Torbi.

## Demografie
Ceranesi telt ongeveer 1735 huishoudens. Het aantal inwoners steeg in de periode 1991-2001 met 7,2% volgens cijfers uit de tienjaarlijkse volkstellingen van ISTAT.
| Jaar | Inwoneraantal |
| ---- | ------------- |
| 1991 | 3509          |
| 2001 | 3762          |

## Geografie
De gemeente ligt op ongeveer 80 m boven zeeniveau.
Ceranesi grenst aan de volgende gemeenten: Bosio (AL), Campomorone, Genua.

## Galerij

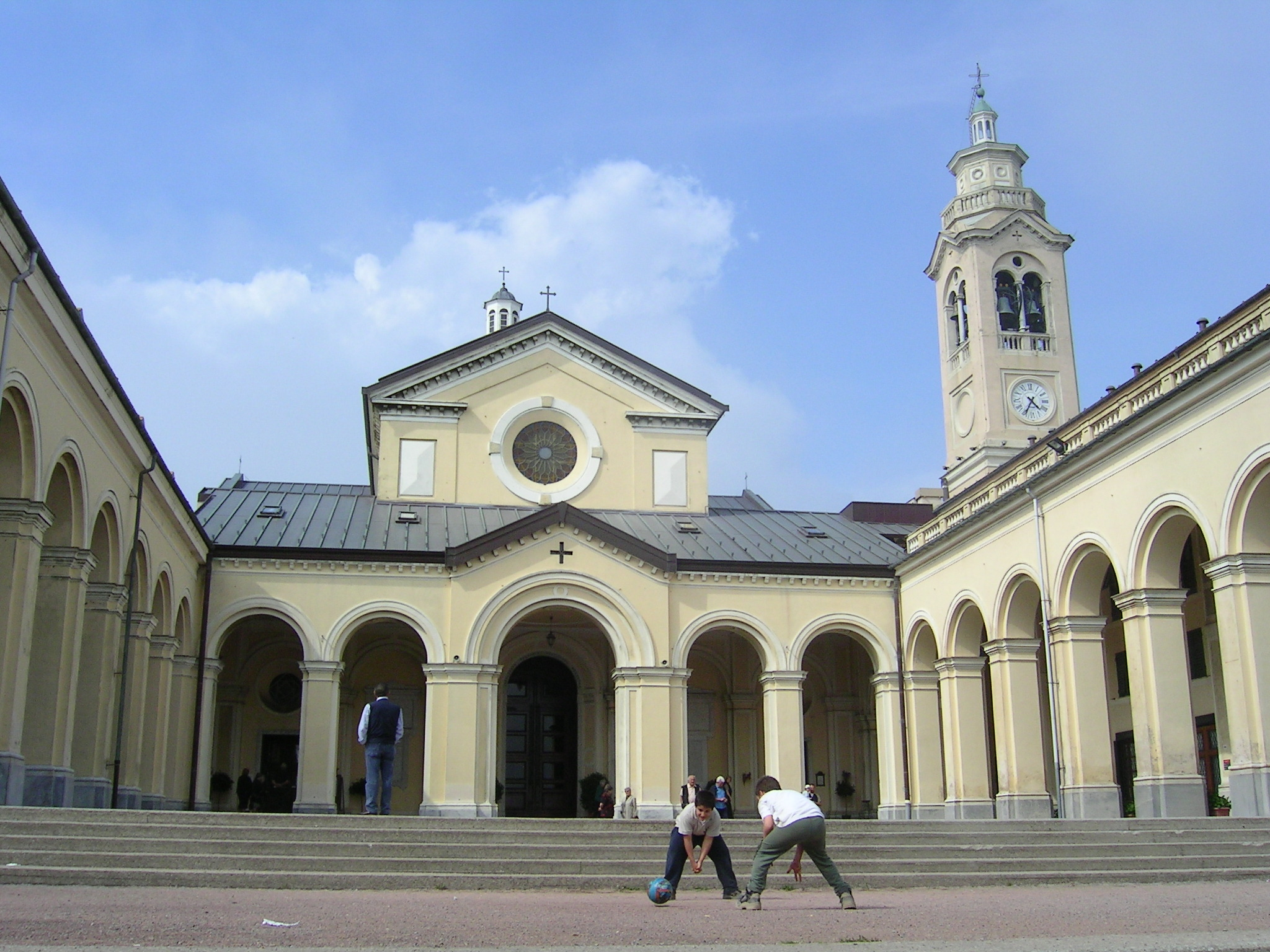
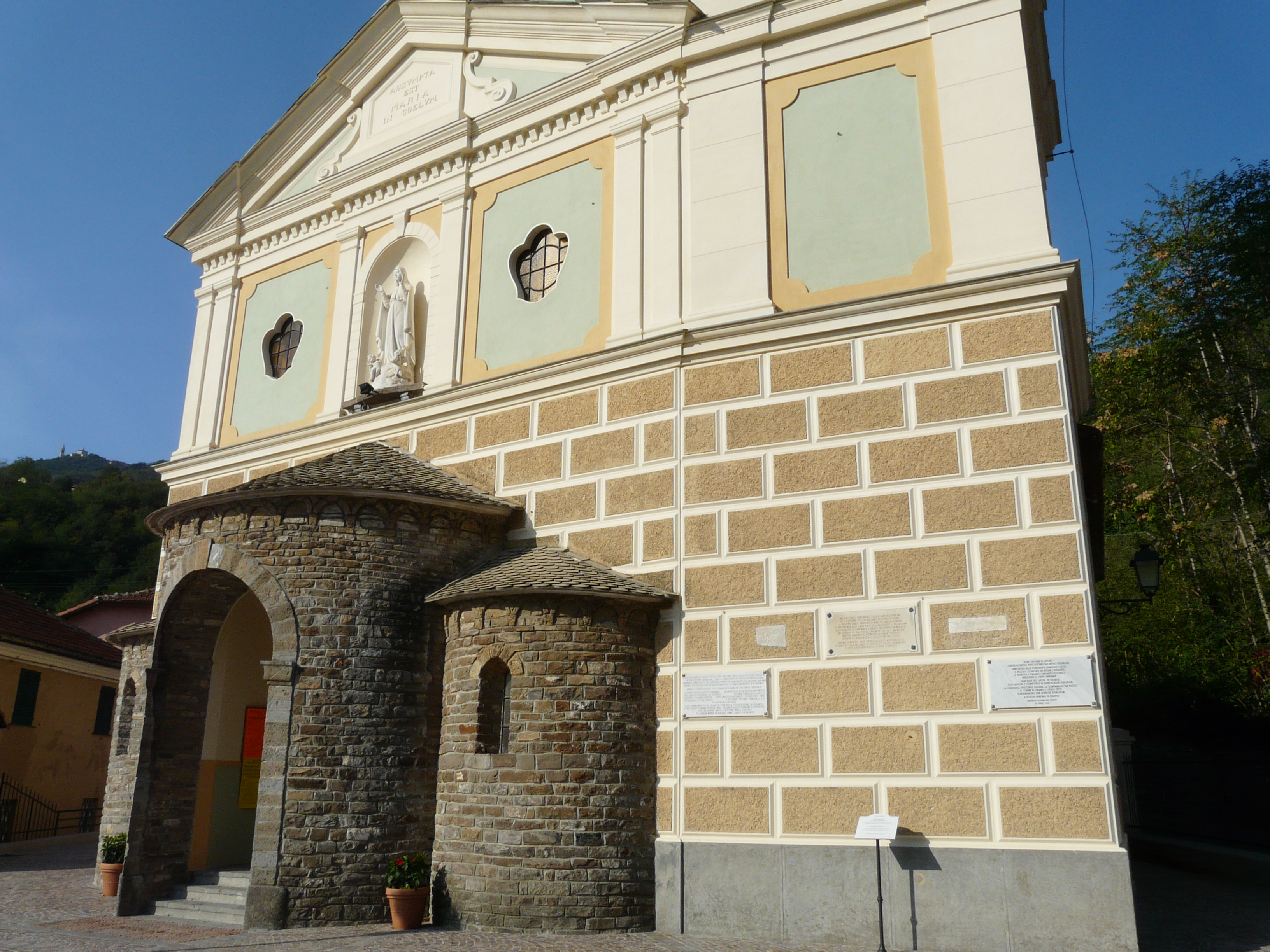
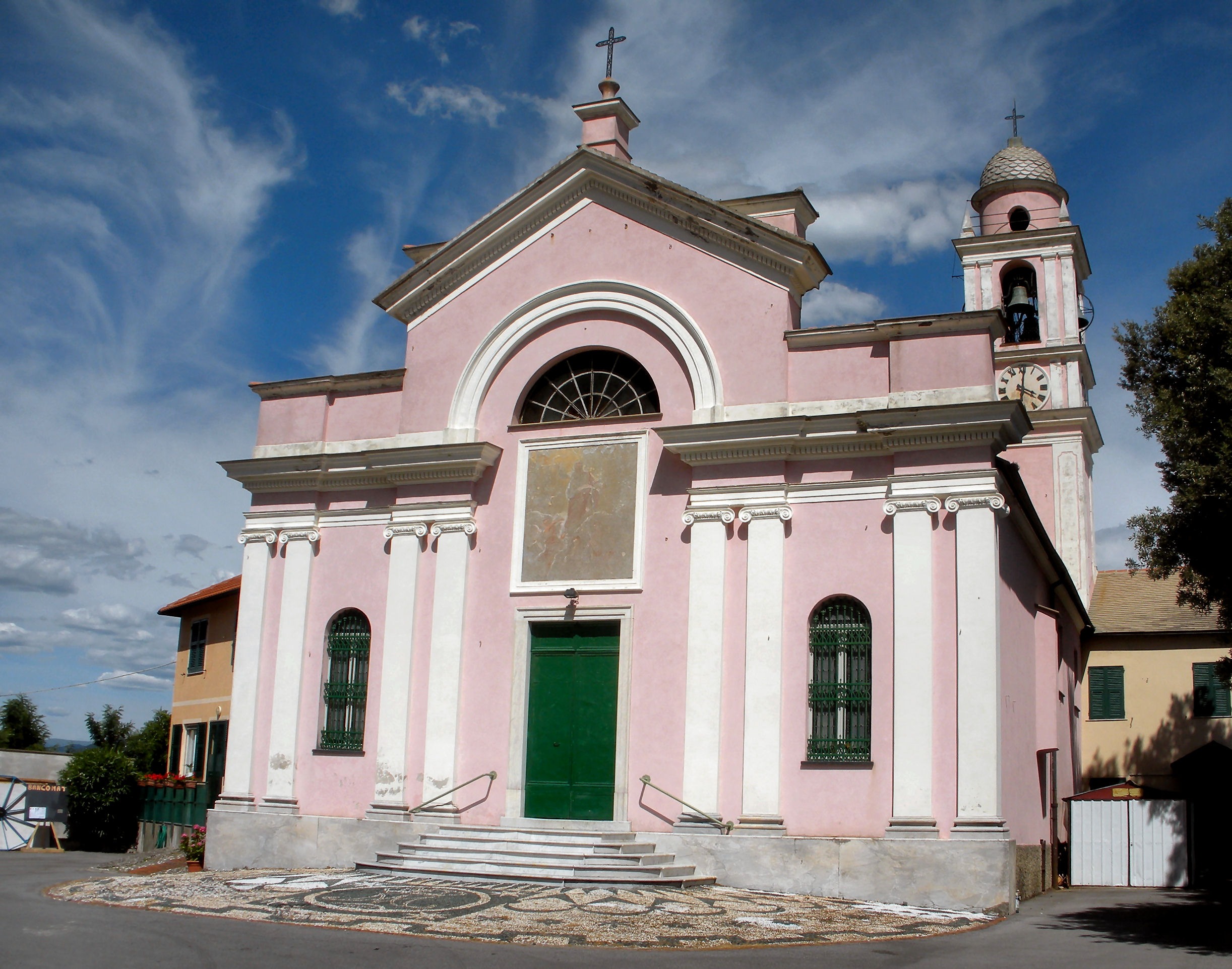
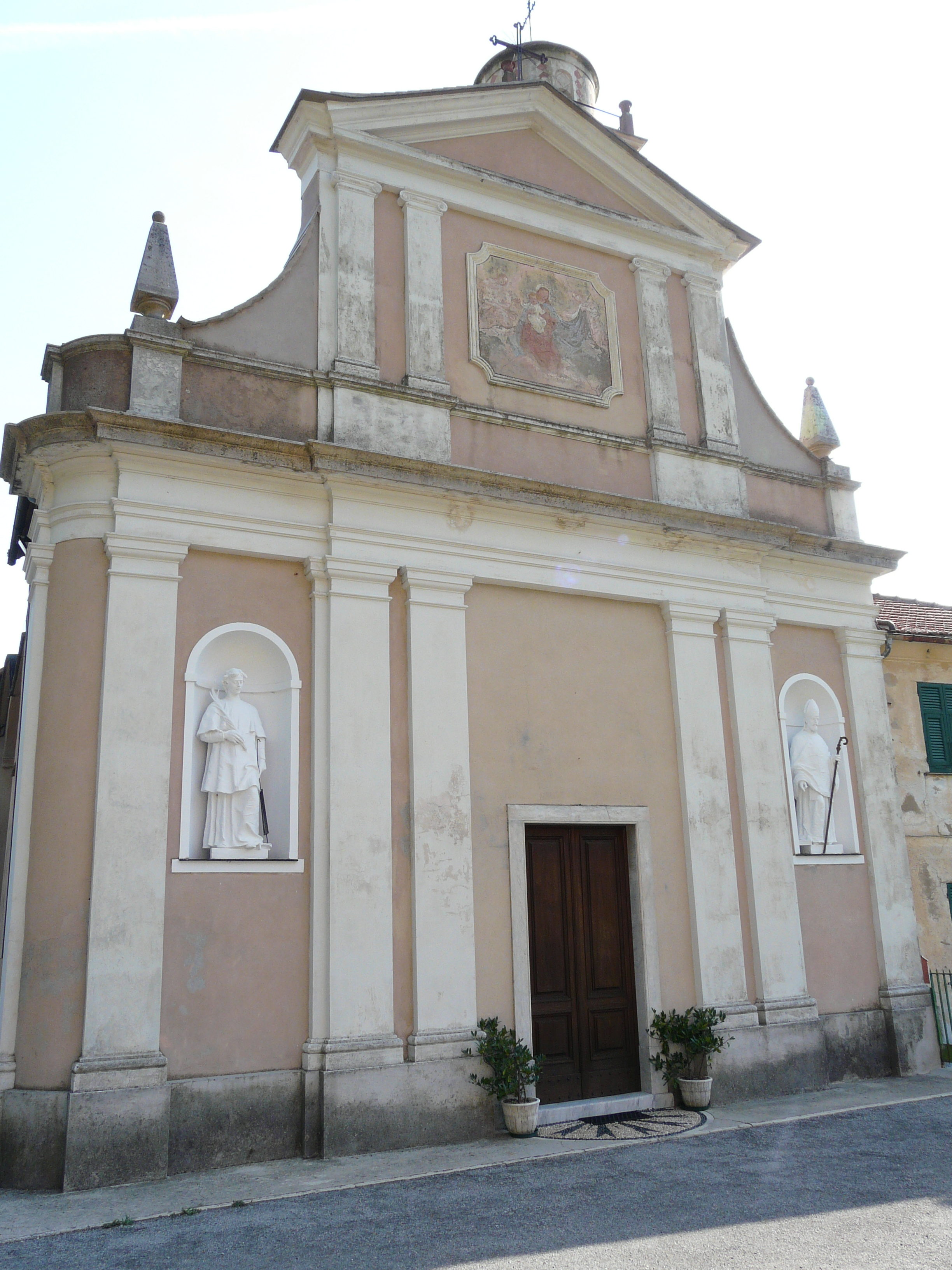
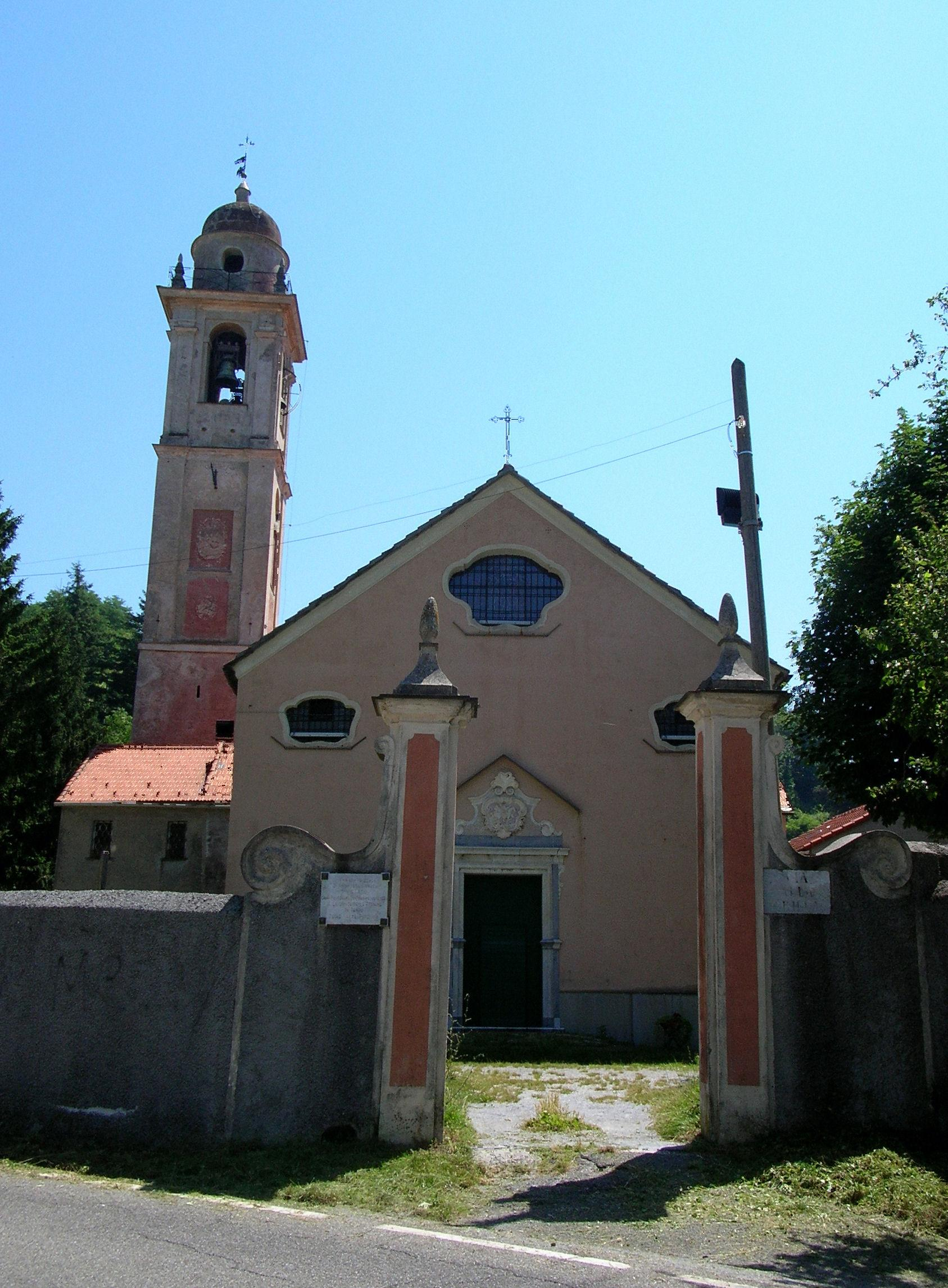
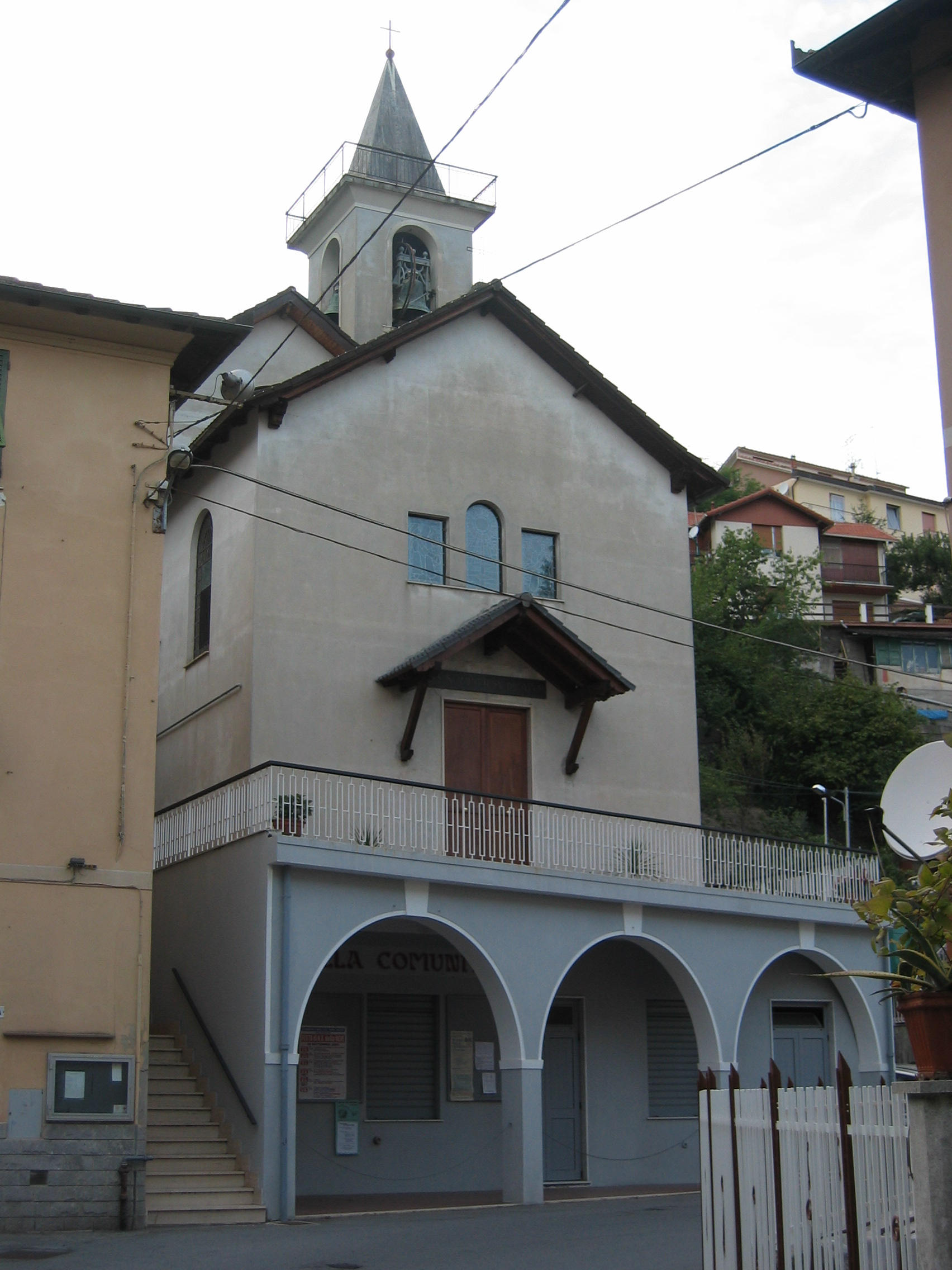

Arenzano · Avegno · Bargagli · Bogliasco · Borzonasca · Busalla · Camogli · Campo Ligure · Campomorone · Carasco · Casarza Ligure · Casella · Castiglione Chiavarese · Ceranesi · Chiavari · Cicagna · Cogoleto · Cogorno · Coreglia Ligure · Crocefieschi · Davagna · Fascia · Favale di Malvaro · Fontanigorda · Genua · Gorreto · Isola del Cantone · Lavagna · Leivi · Lorsica · Lumarzo · Masone · Mele · Mezzanego · Mignanego · Mocònesi · Moneglia · Montebruno · Montoggio · Ne · Neirone · Orero · Pieve Ligure · Portofino · Propata · Rapallo · Recco · Rezzoaglio · Ronco Scrivia · Rondanina · Rossiglione · Rovegno · San Colombano Certénoli · Sant'Olcese · Santa Margherita Ligure · Santo Stefano d'Aveto · Savignone · Serra Riccò · Sestri Levante · Sori · Tiglieto · Torriglia · Tribogna · Uscio · Valbrevenna · Vobbia · Zoagli
1. ↑  https://demo.istat.it/?l=it.